# Universität von Oñati

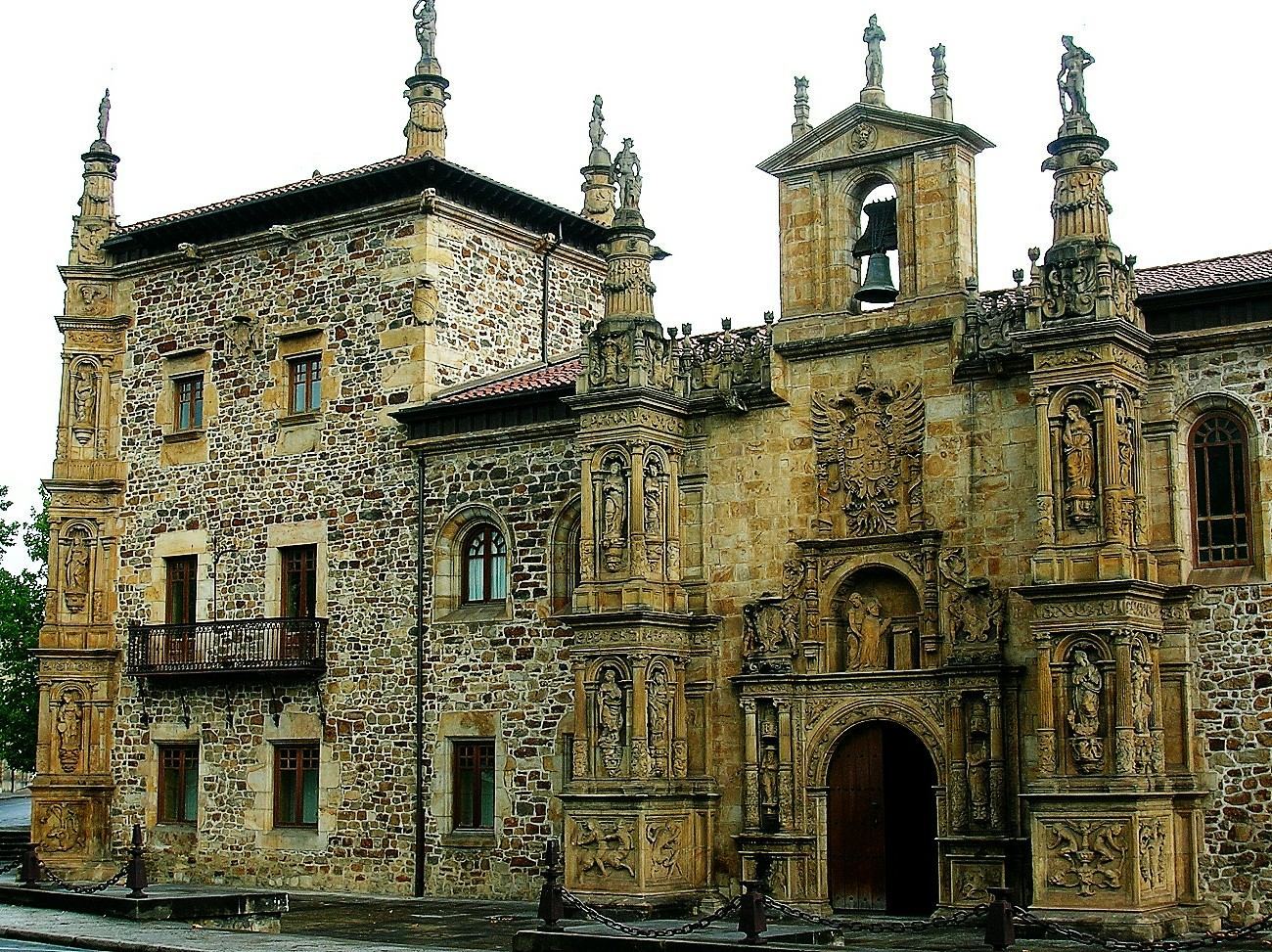
Straßenfront des Universitätsgebäudes von Oñati

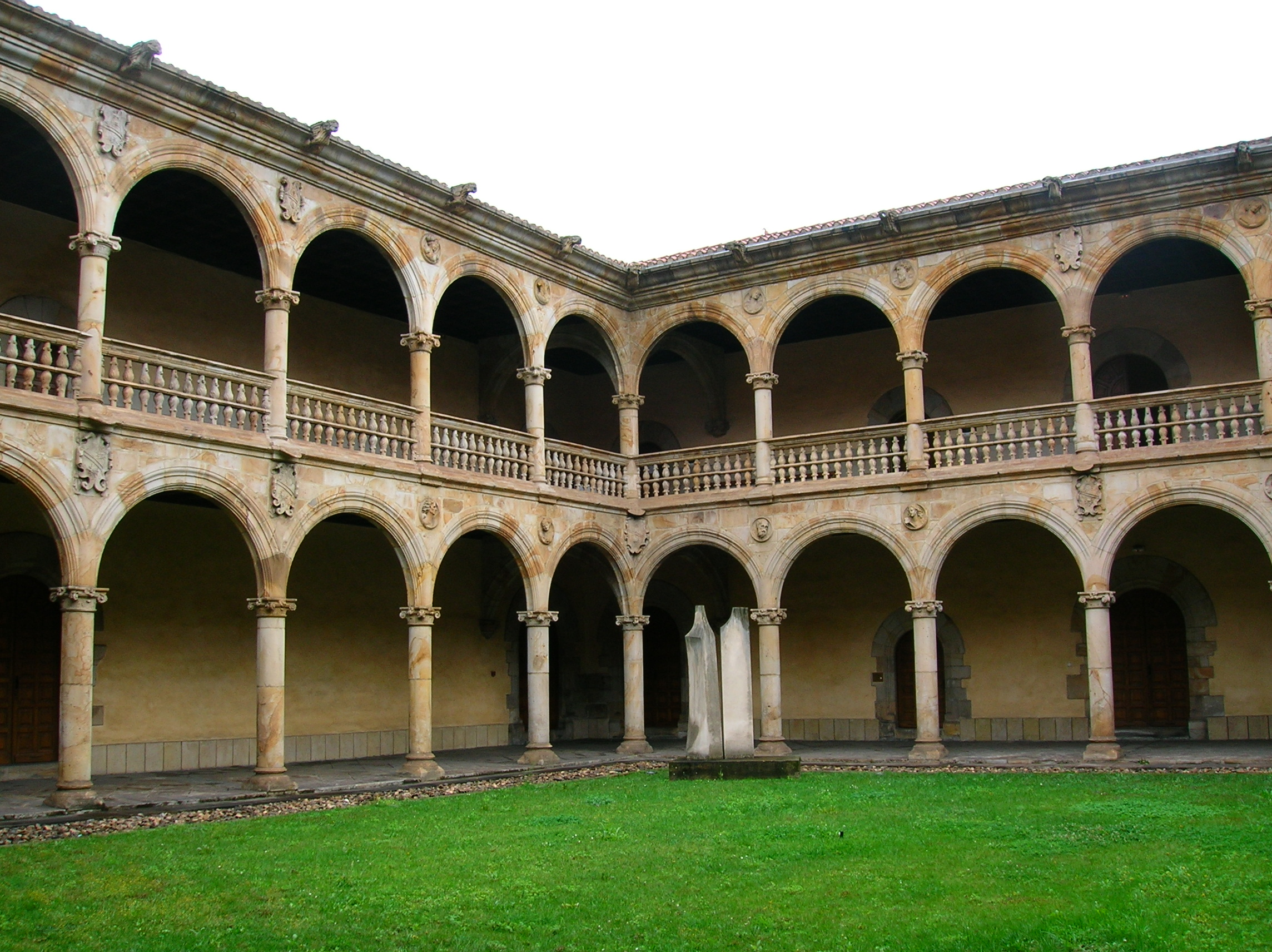
Innenhof des Universitätsgebäudes von Oñati

Die Universität von Oñati (bask.: Oñatiko Unibertsitatea, span.: Universidad de Oñate) wurde 1540 von dem humanistisch gesinnten Bischof Rodrigo Mercado de Zuazola von Oñate unter dem Namen Universitas Sancti Spiritus gegründet und hatte ihren ersten Sitz in Hernani. 1548 wurde sie nach Oñati verlegt, wo seit 1543 unter dem Patronat Karls V. das Universitätsgebäude entstanden war, heute das bedeutendste Renaissancebauwerk des Baskenlandes.
Studienfächer waren Theologie, Recht, Kirchenrecht, Künste und Medizin. Im 19. Jahrhundert wurde sie in der Revolution von 1868 zur Universidad Libre (Freien Universität), unter den Carlisten zur Real y Pontíficia Universidad Vasco-Navarra (Königlichen und Päpstlichen Baskisch-Navarrischen Universität). 1901 wurde sie geschlossen, nachdem 1886 im Stadtteil Deusto von Bilbo (Bilbao) die unter Regie der Jesuiten stehende Universidad de Deusto (bask.: Deustuko Unibertsitatea) gegründet worden war.
Heute beherbergt das Universitätsgebäude von Oñati das Instituto Internacional de Sociología Jurídica / International Institute for the Sociology of Law (Internationale Institut für Rechtssoziologie).

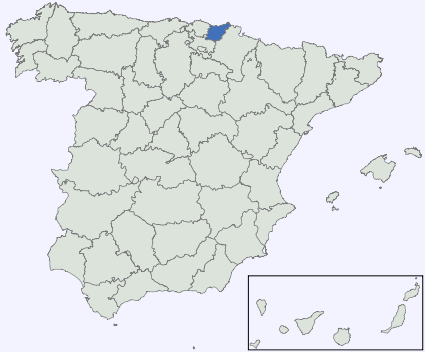
Guipúzcoa in Spanien
Gipuzkoa im Baskenland
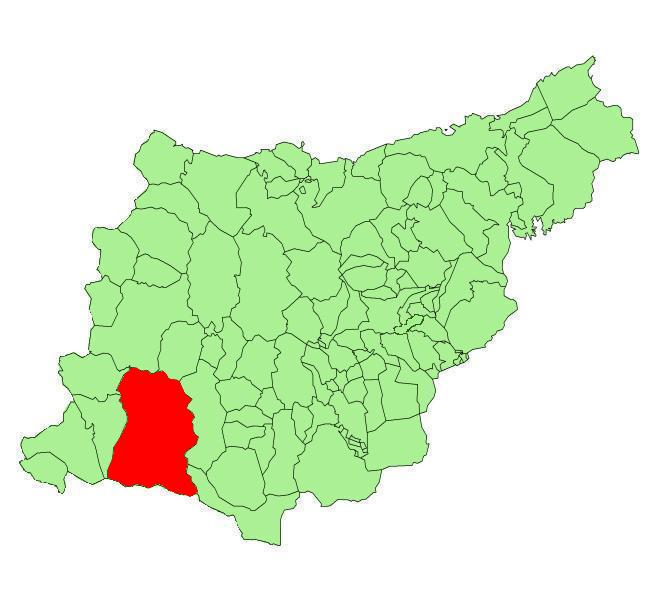
Oñati in Gipuzkoa